# Bisdom Sandomierz

Bisdommen in Polen
22. Aartsbisdom Lublin
23. Bisdom Sandomierz
24. Bisdom Siedlce

Het bisdom Sandomierz (Latijn: Dioecesis Sandomiriensis, Pools: Diecezja Sandomierska) is een in Polen gelegen rooms-katholiek bisdom met zetel in de stad Sandomierz. Het bisdom behoort tot de kerkprovincie Lublin, en is samen met het bisdom Siedlce suffragaan aan het aartsbisdom Lublin.

## Geschiedenis
- 20 juni 1818: Opgericht als bisdom Sandomierz
- 3 oktober 1981: Hernoemd tot bisdom Sandomierz-Radom
- 25 maart 1992: Hernoemd tot bisdom Sandomierz

## Bisschoppen van Sandomierz
- 1819 Szczepan Hołowczyc
- 1819-1830 Adam Prosper Burzyński
- 1831-1840 Nominat Klemens Bąkiewicz (apostolisch administrator)
- 1840-1842 Nominat Klemens Bąkiewicz
- 1844-1852 ózef Joachim Goldtmann
- 1859-1880 Józef Michał Juszyński
- 1883-1901 Antoni Ksawery Sotkiewicz
- 1902-1908 Stefan Aleksander Zwierowicz
- 1910-1930 Marian Józef Ryx
- 1930-1934 Włodzimierz Bronisław Jasiński
- 1936-1946 Jan Kanty Lorek (apostolisch administrator)
- 1946-1967 Jan Kanty Lorek
- 1968-1980 Piotr Gołębiewski (apostolisch administrator)
- 1981–1992 Edward Henryk Materski
- 1992-2001 Wacław Świerzawski
- 2002-2009 Andrzej Dzięga
- 2009-heden Krzysztof Nitkiewicz

### Hulpbisschoppen in Sandomierz
- 1819-1831 Alexander Dobrzański
- 1936-1946 Jan Kanty Lorek
- 1945-1967 Franciszek Jop
- 1957-1968 Piotr Golebiowski
- 1960-1990 Walenty Wójcik
- 1976-1985 Stanislaw Adam Sygnet
- 1987-2008 Marian Kazimierz Zimałek
- 1992-2012 Marian Frankowski

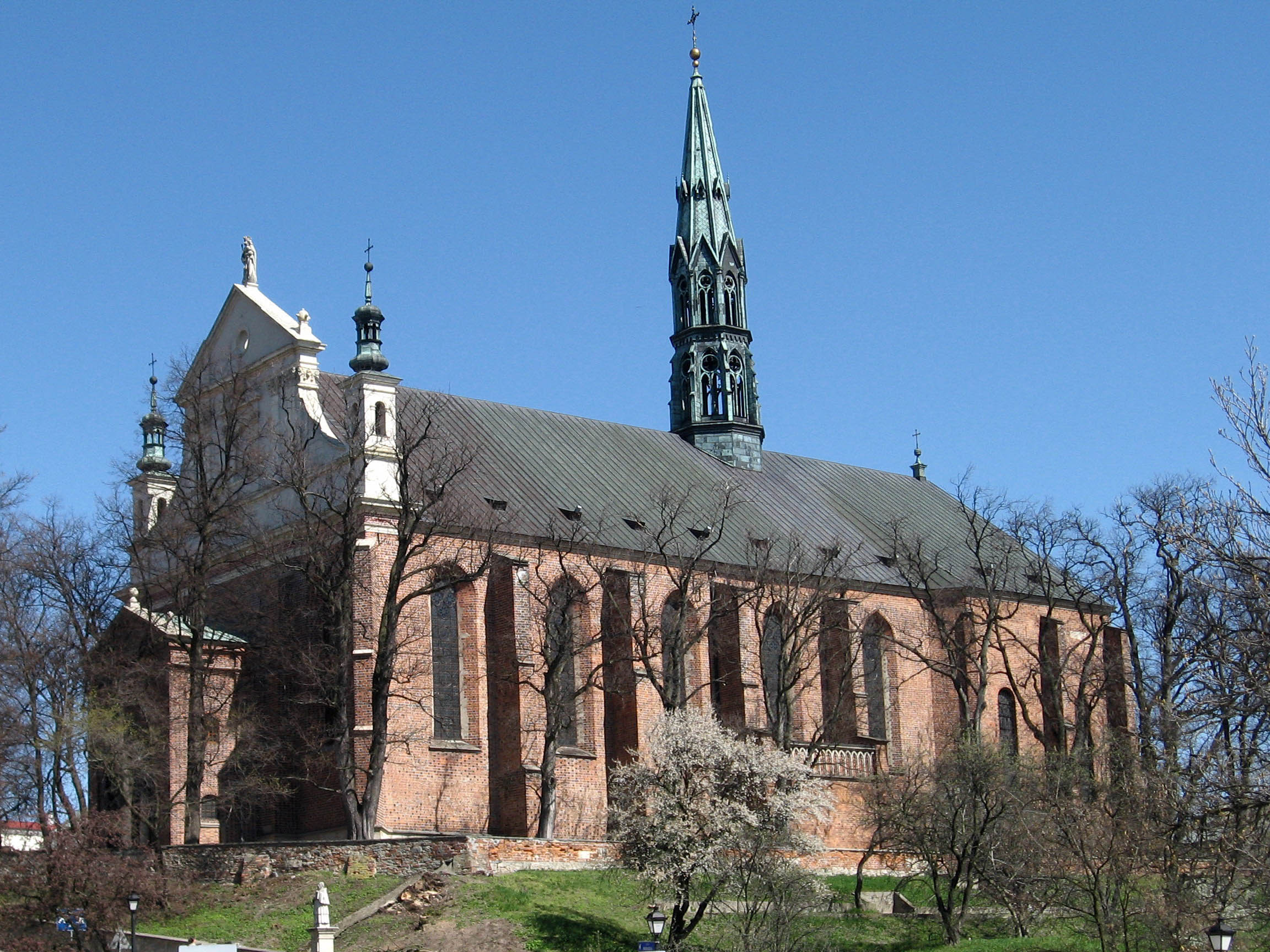
Kathedraal van Sandomierz
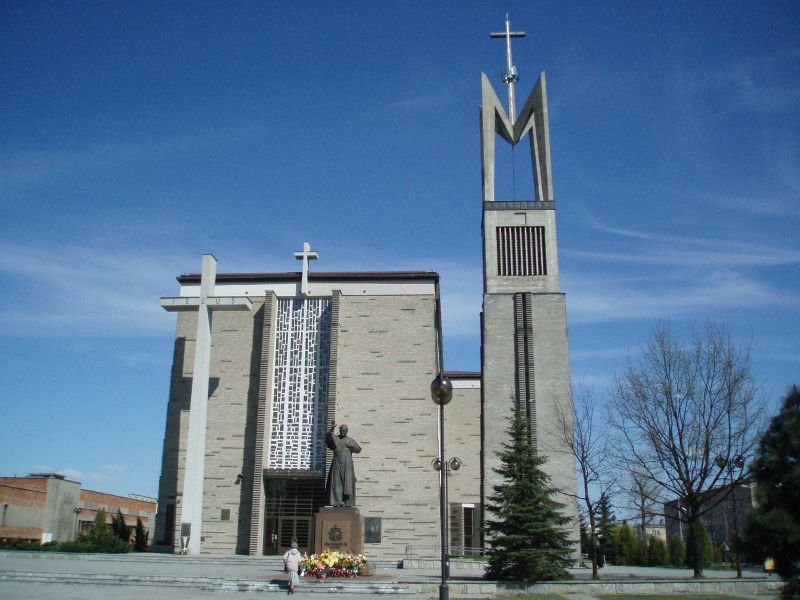
Cokathedraal van Stalowa Wola